# El Cuervo de Sevilla
El Cuervo de Sevilla is een gemeente in de Spaanse provincie Sevilla in de regio Andalusië met een oppervlakte van 30 km². In 2007 telde El Cuervo de Sevilla 8410 inwoners.

## Demografische ontwikkeling
Bron: INE, 2001-2011: volkstellingen
Opm.: El Cuervo de Sevilla ontstond in 1992 uit de gemeente Lebrija